# Chavarriella pelops
Chavarriella pelops är en fjärilsart som beskrevs av Louis Beethoven Prout 1932. Chavarriella pelops ingår i släktet Chavarriella och familjen mätare. Inga underarter finns listade i Catalogue of Life.